# Абдуллаев, Магомед Магомедович
Магомед Магомедович Абдуллаев (дарг. ГӀябдуллахъала МяхIяммадла МяхIяммад, прозвище — Писки Мах [дарг. Писки МяхӀ]; 2 мая 1933; Акуша, Акушинский район, ДАССР — 21 сентября 2017) — даргинский поэт, писатель. Заслуженный работник культуры Республики Дагестан. Ветеран труда.

## Биография
Родился 2 мая 1933 года в селе Акуша Акушинского района. Во время Великой Отечественной войны отец ушёл на фронт и не вернулся. Мать звали Хадижат, она вырастила пятерых детей.
С 15-летнего возраста работал чабаном в колхозе имени Ленина. Тогда же он и начал свою творческую деятельность, сочиняя стихи.
С 1953 по 1955 год прошёл службу в армии.
В 1960-е года начал печататься.
Выпустил книги: «Марка» (в переводе — «Роса»; 1986),  «Ахъуша, дила Ахъуша» («Акуша, моя Акуша»; 2000), «ХӀяяла ряхӀмат» («Благоденствие совести»; 2009), «ЧердикӀибти» («Избранное»).
В поздние года работал во Дворце культуры Акушинского района методистом.
Даргинский поэт Ахмедхан Абу-Бакар говорил: «Писки МяхӀ —это даргинский Солженицын».

### Личная жизнь
Жену звали Патимат, пара прожила вместе около 60 лет. У Магомеда было 5 детей.

## Творчество
В стихах Писки Маха широко отражён даргинский фольклор. Многие стихи содержат смысл народных даргинских пословиц.
В творчестве поэта исследователями отмечаются сложные синтаксические конструкции даргинских пословиц и поговорок. Например, в следующем стихотворении:
| Оригинал                                                                                         | Перевод на русский                                                                                               |
| ------------------------------------------------------------------------------------------------ | --- |
| «„Дерхъаб“ викӀули хьалли ХӀедегӀунти хъу хӀевхъар Хьунуй гапвараллира Вайси мурул гӀяхӀхӀейрар» | «„Пусть растет!“ хоть говори. Непосаженное не взрастет. Как бы жена ни расхваливала. Плохой муж лучше не станет» |

Писки Мах уделяет также внимание теме социального неравенства:
| Оригинал                                                                            | Перевод на русский                                                                            |
| ----------------------------------------------------------------------------------- | --------------------------------------------------------------------------------------------- |
| «Бахъла ургандитӀунта Бемдахъурси унугьра Бахъал биргӀябиргили Баахъибси бунагьра»  | «Откормленное брюхо, За счёт подношений многих, Заработанные грехи. За счёт обманутых многих» |
| «Илдала иман, инсан Дегъубли сар дацӀили Узила някъ хӀебурцу Биъни багьалли бацӀли» | «Вера их и принципы, Испарились и исчезли, Руку брату не пожмут. Если знают, что пуста»       |

Поэт посвятил стихотворение «Шайх-ул-Ислам ахъушан ГӀялихӀяжи» шейху Али-Хаджи Акушинскому. Опубликовано в 1993 году в газете Замана.
Переводы некоторых стихотворений Писки Маха иногда сравниваются с японским хокку. В одном из них Магомед воспроизводит смысл даргинской пословицы о смерти, божьей каре и грехах:
| Оригинал                                                                                | Перевод на русский                                                                    |
| --------------------------------------------------------------------------------------- | ------------------------------------------------------------------------------------- |
| «ЧебхӀебиркуси хӀябра, ХӀела хӀегъти хӀяяра, ХӀяри аркьуси хӀура. Язихъсилерри хӀябра.» | «Неизбежная могила, И совесть твоя грязная, И ты идущая в могилу. Какая же ты жалкая» |

## Память
- 25 января 2022 года прошёл вечер памяти в честь поэта в акушинком Дворце культуры[9].
- В 2022 году кандидат филологических наук Н. М. Гусенова выпустила книгу на даргинском «Писки Мах — блеск даргинской поэзии» (дарг. «Писки МяхІ - даргала поэзияла лямцІ»), где автор исследовала все его произведения и дала оценку творчеству поэта[10].